# Gudrun Gleba
Gudrun Gleba (* 29. März 1960 in Essen) ist eine deutsche Mittelalterhistorikerin.

## Leben
Nach dem Abitur am Maria-Wächtler-Gymnasium studierte sie von 1978 bis 1984 Geschichte, Anglistik und Pädagogik an der Ruhr-Universität Bochum. Nach der Promotion 1988 bei Ferdinand Seibt in Mittelalterlicher Geschichte über das Thema Ordnungsvorstellungen in spätmittelalterlichen innerstädtischen Konflikten und der Habilitation 1997 in Oldenburg mit einer Arbeit zur spätmittelalterlichen Reformpraxis in westfälischen Frauenklöstern ist sie dort außerplanmäßige Professorin. Von 1988 bis 1989 arbeitete sie während eines Stipendiums an der Scuola Normale Superiore in Pisa an Forschungen zur mittelalterlichen oberitalienischen Stadtchronistik des Mittelalters. Von 2003 bis 2005 war sie an mehreren Ausstellungsprojekten beteiligt, u. a. für das „Aeronauticum. Museum für Luftschifffahrt“ in Nordholz. An der Universität Osnabrück arbeitete von 2005  bis 2015 in verschiedenen Bereichen. Von 2015/16 vertrat sie den Lehrstuhl für mittelalterliche Geschichte an der Universität Rostock. Seit 2016 hat sie Lehraufträge an den Universitäten Osnabrück und Oldenburg übernommen.
Ihre Forschungsschwerpunkte sind die Geschichte des Mittelalters (Schwerpunkte Stadtgeschichte, Kirchengeschichte, Wirtschafts- und Sozialgeschichte), Formen der gesellschaftlichen und privaten Kommunikation im Mittelalter, materielle Kultur und visuelle Quellen.

## Schriften (Auswahl)
- Die Gemeinde als alternatives Ordnungsmodell. Zur sozialen und politischen Differenzierung des Gemeindebegriffs in den innerstädtischen Auseinandersetzungen des 14. und 15. Jahrhunderts. Mainz, Magdeburg, München, Lübeck. Köln 1989, ISBN 3-412-00989-X.
- Reformpraxis und materielle Kultur. Westfälische Frauenklöster im späten Mittelalter. Husum 2000, ISBN 3-7868-1462-7.
- Klöster und Orden im Mittelalter. Darmstadt 2002, ISBN 978-3-534-24259-7.
- mit Ilse Eberhardt: Summa Summarum. Spätmittelalterliche Wirtschaftsnachrichten und Rechnungsbücher des Osnabrücker Klosters Gertrudenberg. Transkription und Kommentar. Münster 2011, ISBN 978-3-402-15048-1.